# Wywiad Wojskowy (G2)
Wywiad Wojskowy (ang.) Army Intelligence (G-2) – amerykańska struktura wojskowa odpowiedzialna za formułowanie polityki, planowanie, programowanie, budżetowanie, zarządzanie, nadzór personelu, ocenę i nadzór działań wywiadu dla Departamentu Armii. 
G-2 jest odpowiedzialny za ogólną koordynację pięciu głównych instytucji wywiadu wojskowego (MI): rozpoznania obrazowego (Imagery Intelligence, IMINT), rozpoznania radioelektronicznego (Signals Intelligence, SIGINT), wywiadu agenturalnego (Human Intelligence, HUMINT), rozpoznania pomiarowego i sygnaturowego (Measurement and Signature Intelligence, MASINT) oraz kontrwywiadu i bezpieczeństwa (Counterintelligence and Security Countermeasures).
Na czele G-2 stoi obecnie gen. por. Mary A. Legere, zastępca szefa sztabu.